# Emma Barton (fotografka)

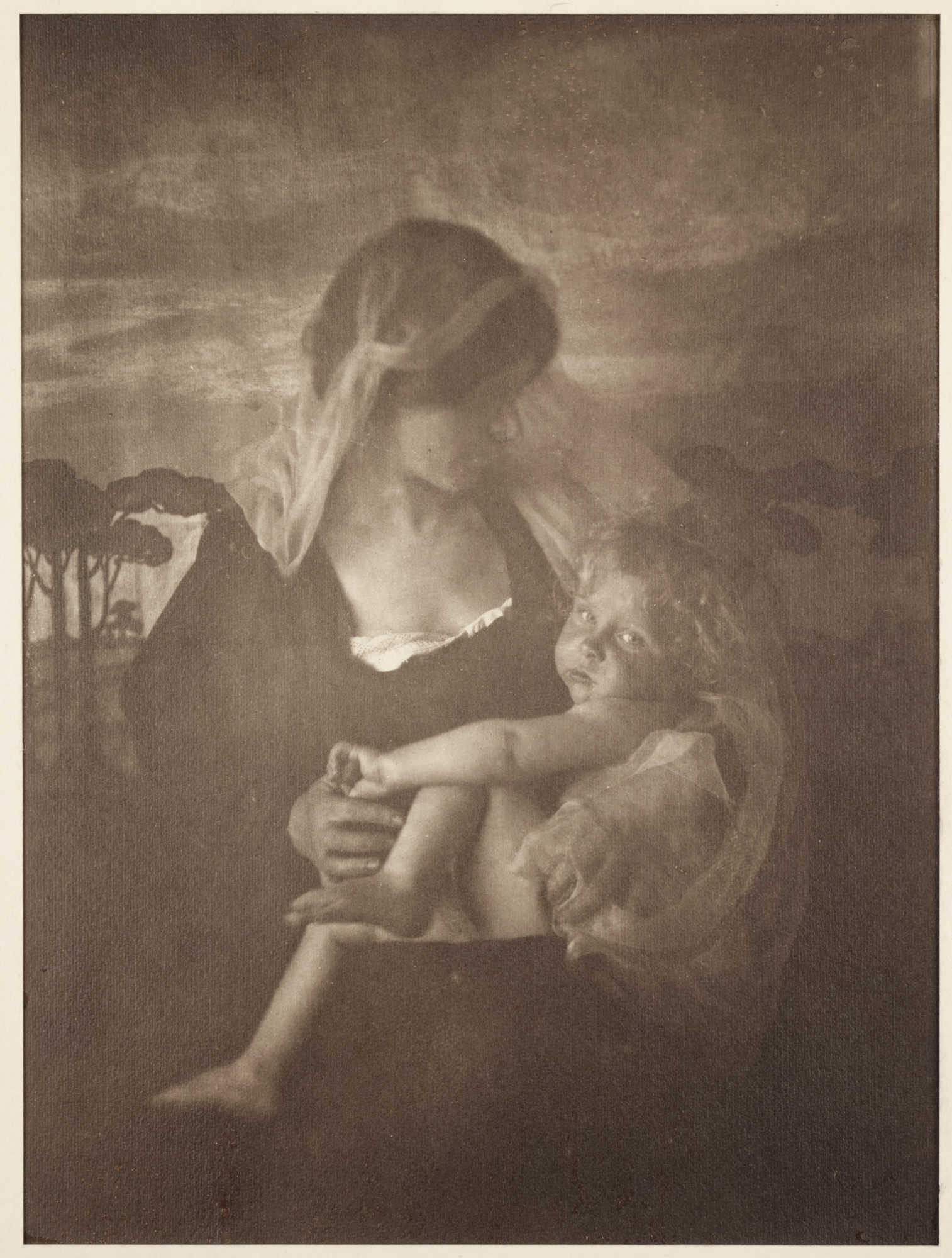
Emma Barton: Procitnutí (The Awakening), uhlotisk, 1903

Emma Barton (5. října 1872 Birmingham – 31. března 1938 Wight) byla anglická portrétní fotografka. Její snímky se řadí k piktorialistickému stylu.

## Život a dílo
Narodila se jako Emma Boaz Rayson do dělnické rodiny v Birminghamu a byla družkou advokáta George Bartona. Nejdříve začínala fotografovat švagr svého nevlastního otce a v roce 1898 se stala známá portréty Dana Leno, hvězdy Music Hall, a též portréty svého manžela. Později začala vystavovat portréty s náboženskými tématy a v roce 1903 získala medaili Královské fotografické společnosti za snímek Procitnutí (The Awakening).
Ve 20. století byla její fotografie ovlivněna díly starých mistrů hnutí Arts and Crafts a prerafaelitů, stala se také průkopnicí barevné fotografie používáním autochromu bratří Lumièrů.
Po roce 1918 vystavovat přestala a fotografovala jen svou rodinu. V roce 1932 odešla do Isle of Wight.

## Galerie

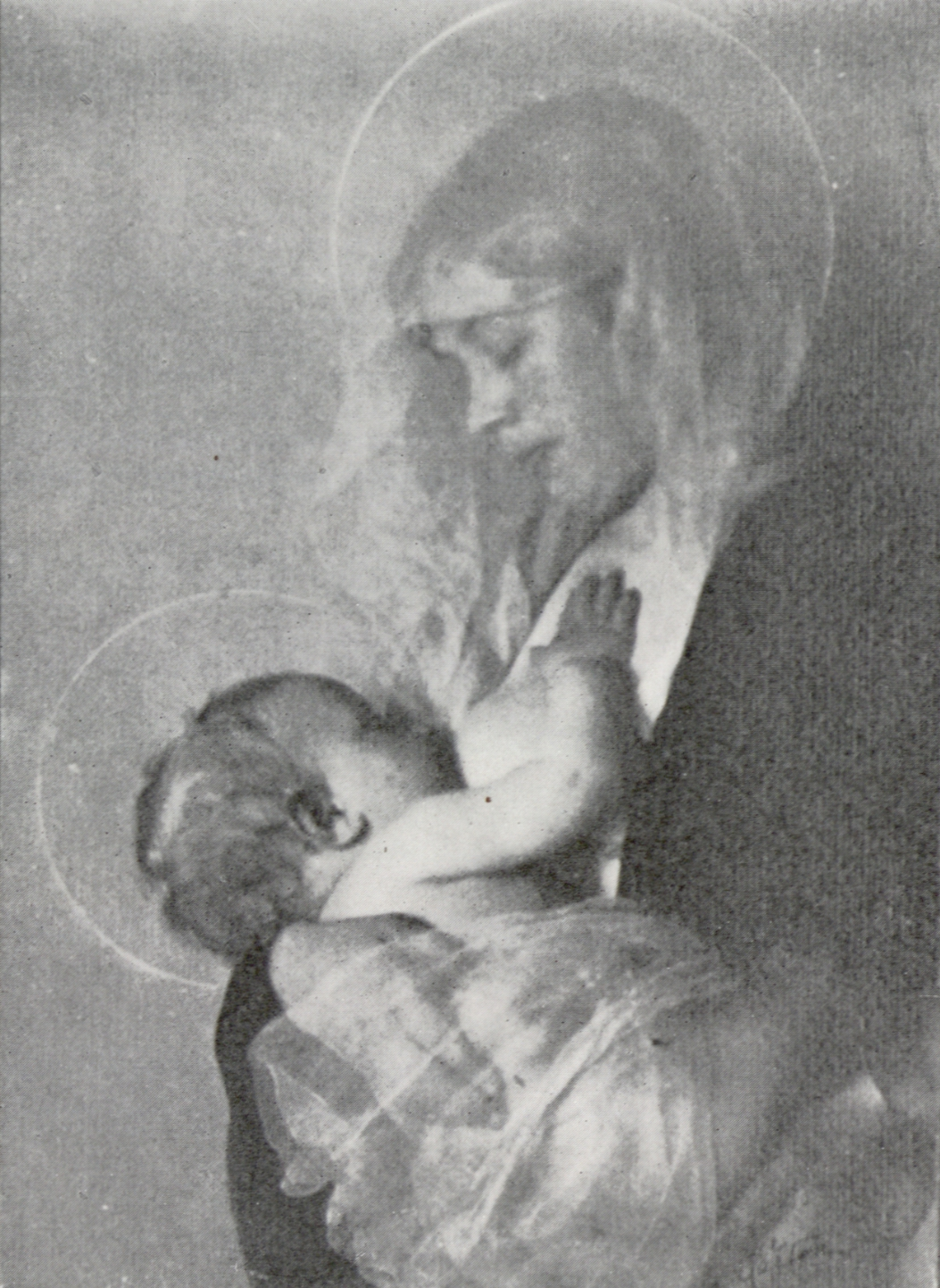
Alma Mater, 1902
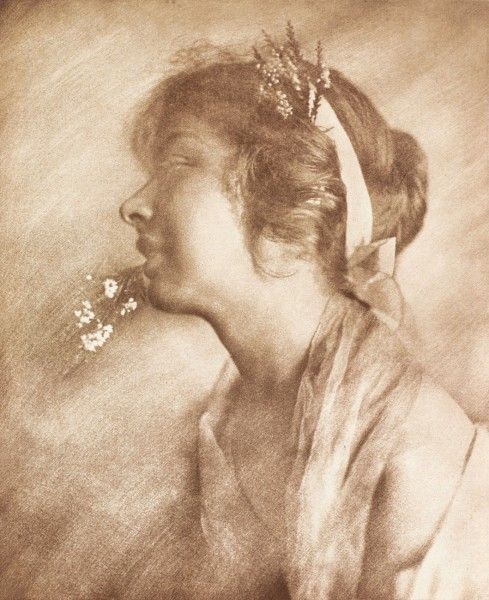
Heather, 1906